# يوشيمي أوسوي
يوشيمي أوسوي (باليابانية: 臼井吉見) (17 يونيو 1905، أزومينو في اليابان - 12 يوليو 1987)؛ كاتب وروائي ياباني. درس في جامعة طوكيو.

## بعض من أعماله
- مذكرات كوخ متواضع. تأملات في الفراغ. مجموعة أحاديث موجزة (方丈記. 徒然草. 一言 芳談集). دار نشر تشيكوما, عام 1970.

- تفاصيل الحادث (事故のてんまつ)، 1977.

- صناعة الذات (自分をつくる), 1979.

- الطبعة الأولى (初版), 1985.